# Akademia Marynarki Wojennej im. Pawła Nachimowa
Akademia Marynarki Wojennej im. Pawła Nachimowa (ukr. Академія військово-морських сил імені П. С. Нахімова, АВМС) – ukraińska szkoła wyższa w Sewastopolu (od 2014 w Odessie).
Czarnomorska Wyższa Szkoła Marynarki Wojennej im. Pawła Nachimowa odznaczona Orderem Czerwonej Gwiazdy (ukr. Чорноморське вище військово-морське ордена Червоної Зірки училище імені П. С. Нахімова) została założona w 1937 (szkoliła oficerów marynarki o specjalności rakietowych),  a Sewastopolska Wyższa Szkoła Inżynierii Marynarki Wojennej (ukr. Севастопольське вище військово-морське інженерне училище) w 1952 (szkoliła oficerów marynarki - inżynierów mechaników i inżynierów elektryków do okrętów nawodnych i łodzi podwodnych Marynarki Wojennej). 25 lipca 1992 obie te uczelnie zostały połączone w Sewastopolski Instytut Marynarki Wojennej (ukr. Севастопольський військово-морський інститут).
13 maja 2009 Instytut został przemianowany w Sewastopolski Instytut Marynarki Wojennej im. Pawła Nachimowa odznaczony Orderem Czerwonej Gwiazdy (ukr. Севастопольський військово-морський ордена Червоної Зірки інститут імені П. С. Нахімова), a 1 września 2009 reorganizowany w Akademię Marynarki Wojennej im. Pawła Nachimowa. Od 5 kwietnia 2014 roku w związku z aneksją Krymu przez Rosję Akademia Marynarki Wojennej im. Pawła Nachimowa została przeniesiona do Odessy.
Kształcenie prowadzone jest w różnych specjalnościach na 4 fakultetach.